# Agonkanmè
Agonkanmè är ett arrondissement i kommunen Kpomassè i Benin. Den hade 6 533 invånare år 2002.